# NGC 4585
NGC 4585 је спирална галаксија у сазвежђу Береникина коса која се налази на NGC листи објеката дубоког неба.
Деклинација објекта је + 28° 56' 14" а ректасцензија 12h 38m 13,2s. Привидна величина (магнитуда) објекта NGC 4585 износи 14,1 а фотографска магнитуда 14,9. NGC 4585 је још познат и под ознакама MCG 5-30-42, CGCG 159-37, IRAS 12357+2912, PGC 42215.